# Jonas Leandersson

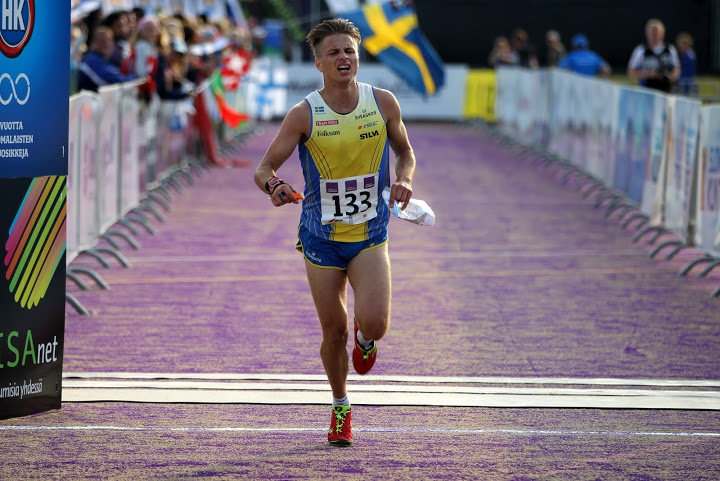
Jonas Leandersson, 2013

Jonas Leandersson (* 22. Januar 1990 in Karlstad) ist ein schwedischer Orientierungsläufer. 
Leandersson gewann bei den Junioren-Weltmeisterschaften 2010 im dänischen Aalborg Silber auf der Mitteldistanz und Bronze im Sprint. Im Jahr darauf startete er erstmals bei Weltcupläufen der Aktiven. 2012 bei den Europameisterschaften in Falun gewann er bei seinen ersten großen internationalen Meisterschaften bereits eine Goldmedaille. Beim Sprint im Stadtpark von Falun verwies er den Bulgaren Kiril Nikolow auf den zweiten Platz. Zusammen mit Fredrik Johansson und Anders Holmberg gewann er außerdem die Silbermedaille in der Staffel hinter der Schweizer Mannschaft. Bei den Weltmeisterschaften zwei Monate später in Lausanne gewann die schwedische Staffel mit Leandersson, Peter Öberg und Anders Holmberg hinter Tschechien und Norwegen die Bronzemedaille. Die Weltcupsaison 2013 beendete Leandersson auf dem vierten Platz. 2013 lief er bei den Weltmeisterschaften im finnischen Vuokatti im Sprint auf den dritten Platz. Gold ging an den Finnen Mårten Boström vor dem Briten Scott Fraser.
Im April 2014 wurde Leandersson in Portugal zum zweiten Mal in Folge Europameister im Sprint. Er verwies dabei seinen Landsmann Jerker Lysell um elf Sekunden auf den zweiten Platz. Eine weitere Goldmedaille gewann er in der Staffel mit Fredrik Johansson und Gustav Bergman. Die gleiche Staffel gewann im Juli 2014 in Italien auch den Weltmeistertitel. In der neu eingeführten Mixedstaffel belegten die Schweden mit Leandersson Platz vier, im Sprint wurde er Sechster.
Leandersson läuft für den schwedischen Verein Södertälje-Nykvarn Orientering, mit dem er 2011 und 2012 jeweils Fünfter und 2013 Dritter bei der Jukola wurde und 2011 schwedischer Staffelmeister.

## Platzierungen
| Weltmeisterschaften  | Sprint | Mittel | Lang | Staffel | Mixed |
| -------------------- | ------ | ------ | ---- | ------- | ----- |
| 2012 Lausanne        | 15.    |        |      | 3.      |       |
| 2013 Vuokatti        | 3.     |        |      |         |       |
| 2014 Trient/Venetien | 6.     |        |      | 1.      | 4.    |

| Europameisterschaften | Sprint | Mittel | Lang | Staffel |
| --------------------- | ------ | ------ | ---- | ------- |
| 2012 Falun            | 1.     | 14.    |      | 2.      |
| 2014 Palmela          | 1.     |        |      | 1.      |

| Junioren-WM  | Sprint | Mittel | Lang | Staffel |
| ------------ | ------ | ------ | ---- | ------- |
| 2010 Aalborg | 3.     | 2.     | 77.  |         |

| Gesamt-Weltcup | Gesamt-Weltcup |
| -------------- | -------------- |
| 2011           | 66.            |
| 2012           | 4.             |
| 2013           | 8.             |